# ウルス・ブーラー
ウルス・ブーラー（Urs Bühler 1971年7月19日 - ）は、スイスの歌手。クラシカル・クロスオーバーのヴォーカル・グループIL DIVOのメンバーでテノール・パート担当。身長180cm。姓の発音はビューラーに近いが、日本では所属レーベルがデビュー以来ブーラーの表記を用いている。

## 経歴

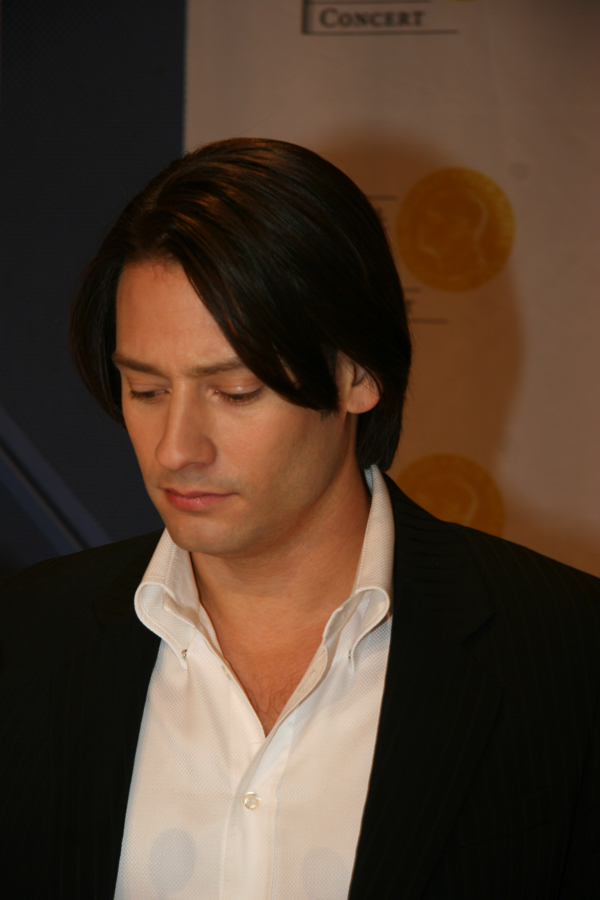
ノーベル平和賞コンサートにて (オスロ, ノルウェー)

スイス・ウィリザリ（ウィルサウ）生まれ。 身長178cm。
5人兄妹の2番目、次男である。8歳の頃から数々のアルバイトをして家計を助ける。
スイスで修士号を取得し、アムステルダム音楽院を卒業した。
音楽教師を目指していたが、オランダを中心にオペラ歌手として活躍。10代後半ルツェルンを活動拠点とするハード・ロックバンド「コンスピラシー」のリード・ヴォーカルとして活躍した。

## 私生活
趣味は、バイクの運転とカスタマイズ。ギターの演奏も得意である。
好きな音楽のジャンルはヘヴィメタル。声質がヘヴィメタルに似合うならば、そちらをやりたかったが、自身の声がヘヴィメタルに合わず、クラシック向きなことから、クラシックのジャンルで活動することを決めた。
ドイツ語・オランダ語・英語・フランス語に堪能。
イギリス人のタニアとのあいだに一女がいる。